# Линн, Наталие
Берта Фреерикке Наталие Линн (дат. Bertha Frederikke Nathalie Lind; 1 октября 1918, Копенгаген — 11 января 1999, Копенгаген) — датский юрист, политический и государственный деятель. Член партии «Венстре». Министр юстиции (1973—1975 и 1978—1979), министр по вопросам культуры (1973—1975), министр социальных дел (1968—1971). Депутат фолькетинга (1964—1966 и 1968—1981).

## Биография
Родилась 1 октября 1918 года в Копенгагене.
Наталие Линн получила степень магистра права (cand.jur.) в Копенгагенском университете. 
Работала юристом, юристом в полиции и прокурором Высокого суда Западной Дании в Ольборге. 
Она была председателем Датского женского общества (Dansk Kvindesamfund, DK) в 1966–1968 годах.
Была председателем комитета, рассматривающего апелляции, поданные в Апелляционный совет по социальным вопросам (Den Sociale Ankestyrelse) в 1973 году и снова в 1982–1988 годах.
Умерла 11 марта 1999 года в Фредериксберге.

## Политическая карьера
По результатам парламентских выборов 1964 года избрана депутатом фолькетинга от партии «Венстре». Не переизбрана на следующих выборах 1966 года.
По результатам парламентских выборов 1968 года вновь избрана депутатом фолькетинга от партии «Венстре». Была депутатом до 1981 года.
2 февраля 1968 года назначена министром социальных дел в коалиционном правительстве под руководством премьер-министра Хильмара Баунсгора. В коалицию входили «Радикальная Венстре» и Консервативная народная партия. Правительство ушло в отставку 11 октября 1971 года.
19 декабря 1973 года назначена министром юстиции и министром по вопросам культуры в однопартийном правительстве меньшинства под руководством премьер-министра Поуля Хартлинга. Правительство ушло в отставку 13 февраля 1975 года.
30 августа 1978 года назначена министром юстиции в коалиционном правительстве под руководством премьер-министра Анкера Йёргенсена. В коалицию входили «Социал-демократы». Правительство ушло в отставку 26 октября 1979 года.